# Stephan Eibel Erzberg
Stephan Eibel Erzberg, eigentlich Stephan Eibel (* 1953 in Eisenerz) ist ein österreichischer Schriftsteller.

## Leben
Stephan Eibel wurde in Eisenerz in der Steiermark geboren und lebt seit 1972 als freier Schriftsteller in Wien. Den Namenszusatz „Erzberg“ verwendet er als Künstlernamen. Er absolvierte eine kaufmännische Lehre und studierte Soziologie. Zuerst arbeitete er als Lohnverrechner, ab 1976 war er als Leiter der Autorensendereihe „Literatur im Untergrund“ für den ORF Niederösterreich tätig. Stephan Eibel ist Autor von Lyrik, Erzählungen, Romanen und Theaterstücken.
Franz Schuh bezeichnet die Gedichte von Stephan Eibel Erzberg als „elegante Selbstverständlichkeit“.

## Werke
- Die geplante Krankheit. Roman. Österreichische Staatsdruckerei, Wien 1985. ISBN 3-85447-143-2.
- Lehr-haft. Arbeitsbericht eines Schriftstellers. Europaverlag, Wien, München 1985. ISBN 3-203-50901-6.
- Fenster Helmut, Roman (1991)
- Schwester, Drama (1991)
- Problem Numero 6. Tagespoetische Aktion. Das Fröhliche Wohnzimmer-Edition, Wien 1992. ISBN 3-900956-14-6.
- In Österreich weltbekannt, Roman (1992)
- Luxusgedichte. Deuticke, Wien 1995. ISBN 3-216-30144-3.
- In Dreiteufelsnamen, Theaterstücke (1994)
- Beobachtungen über Personen in psychologischer Hinsicht, Erzählung, Drama, Hörspiel (1994)
- Gräber raus aus den Friedhöfen, Briefroman (1996)
- Tschechow, Lyrik (1998)
- Bei den Fischers. Deuticke, Wien 2000. ISBN 3-216-30541-4.
- Gedichte zum Nachbeten, Lyrik (2007)
- Sofort verhaften! Romanzo anarchico. Lehner-Verlag, Wien 2008. ISBN 978-3-901749-73-5.
- Licht aus! Texte und Typographie. Styria-Verlag, Wien, Graz 2012. ISBN 978-3-222-13328-2.
- unter einem himmel. Gedichte. Mit einem Nachwort von Franz Schuh. Limbus Verlag, Innsbruck 2016. ISBN 978-3-99039-089-4.
- breaking poems. Gedichte. Mit einem Nachwort von Andrea Maria Dusl. Limbus, Innsbruck 2018. ISBN 978-3-99039-124-2.

## Auszeichnungen
- 1983 Förderungspreis für Literatur des Theodor-Körner-Stiftungsfonds
- 1984 und 1988: Dramatikerstipendium der Österreichischen Bundesregierung
- 1992 Förderungspreis der Stadt Wien für Literatur